# 사카리아스 보나트
사카리아스 보나트 미첼(스페인어: Zacarías Bonnat Michel, 1996년 2월 27일~)은 도미니카 공화국의 역도 선수이다. 2020년 하계 올림픽 남자 미들급 은메달을 획득했다.

## 경력
몬테플라타주 바야과나 출신이다. 
2021년 7월 일본 도쿄에서 열린 2020년 하계 올림픽에 참가했고 중화인민공화국의 뤼샤오쥔의 뒤를 이어 2위에 오르며 은메달을 획득했다.